# Wadsim Hajdutschenka
Wadsim Hajdutschenka (belarussisch Вадзім Гайдучэнка; englisch Vadim Gayduchenko; * 24. April 1995 in Babrujsk) ist ein belarussischer Handballspieler.

## Karriere

### Verein
Wadsim Hajdutschenka lernte das Handballspielen beim HK Mascheka Mahiljou. 2013 wechselte der 1,92 m große mittlere Rückraumspieler zu SKA Minsk, mit dem er viermal in Folge den zweiten Platz in der belarussischen Meisterschaft belegte. 2017 schloss er sich dem rumänischen Erstligisten CS Dinamo Bukarest an, mit dem er 2018 die rumänische Meisterschaft gewann. Anschließend verpflichtete ihn der französische Erstligist Saint-Raphaël Var Handball, mit dem er 2018 das Finale des Trophée des Champions erreichte. Ab 2022 spielte Hajdutschenka für den Ligakonkurrenten C’ Chartres Métropole Handball. Zwei Jahre später unterschrieb er einen Vertrag beim französischen Verein Pau-Billère Handball.

### Nationalmannschaft
Mit der belarussischen Nationalmannschaft nahm Hajdutschenka an der Weltmeisterschaft 2017 (11. Platz), an der Europameisterschaft 2018 (10. Platz), an der Europameisterschaft 2020 (10. Platz), an der Weltmeisterschaft 2021 (17. Platz) und an der Europameisterschaft 2022 (17. Platz) teil. Insgesamt bestritt er mindestens 78 Länderspiele, in denen er 177 Tore erzielte.